# 櫻の樹の下には
『櫻の樹の下には』（さくらのきのしたには）は、梶井基次郎の短編小説（掌編小説）。散文詩と見なされることもある。満開の桜やかげろうの生の美のうちに屍体という醜や死を透視し惨劇を想像するというデカダンスの心理が、話者の「俺」が聞き手の「お前」に語りかけるという物語的手法で描かれている。近代文学に新たな桜観をもたらした作品でもあり、「桜の樹の下には屍体が埋まつてゐる！」という衝撃的な冒頭文は有名である。

## 発表経過
1928年（昭和3年）12月5日発行の季刊同人誌『詩と詩論』第2冊に掲載された。その後、基次郎の死の前年の1931年（昭和6年）5月15日に武蔵野書院より刊行の作品集『檸檬』に収録された。同書には他に17編の短編が収録されている。
翻訳版は、ジョン・ベスター・Stephen Dodd訳による英語（英題：Beneath the Cherry Trees、またはUnder the Cherry Trees）、Christine Kodama訳によるフランス語（仏題：Sous les cerisiers）、Matthias Igarashi訳によるドイツ語（独題：Unter den Kirschbäumen）で出版されている。

## あらすじ
灼熱した生殖の幻覚させる後光のような、人の心を撲たずにはおかない、不思議な生き生きとした美しい満開の桜の情景を前に、逆に不安と憂鬱に駆られた「俺」は、桜の花が美しいのは樹の下に屍体が埋まっていて、その腐乱した液を桜の根が吸っているからだと想像する。
そして薄羽かげろうの生と死を見て、剃刀の刃に象徴される惨劇への期待を深める。花の美しい生の真っ盛りに、死のイメージを重ね合わせることで初めて心の均衡を得、自分を不安がらせた神秘から自由になることが出来ると、「俺」は「お前」に語る。

## 削除された最終断章
『櫻の樹の下には』は初出時、4つの断章で構成された作品であったが、刊行本『檸檬』収録時に最終章（冒頭部近くにある〈剃刀の刃〉の話に対応している後半部分）は削られた。しかし、ここをなぜ、梶井が削除したかの理由は明らかではない。〈剃刀の刃〉の話の削られた後半部分は以下の内容である。

## 作品背景
※梶井基次郎の作品や随筆・書簡内からの文章の引用は〈　〉にしています（論者や評者の論文からの引用部との区別のため）。

### 湯ヶ島滞在
梶井基次郎は転地療養のため1926年（昭和元年）の大晦日から伊豆湯ヶ島を訪れ、川端康成の紹介で1927年（昭和2年）元旦から「湯川屋」に長期滞在するようになった（詳細は梶井基次郎#伊豆湯ヶ島へ――『青空』廃刊を参照）。2月中旬頃、大仁に掛かっていた動物の見世物が下田へ移動する際、貨物自動車に載せられない大きな象やラクダが街道上を歩いていった。その時、地域の小学校も臨時休校になり、ふだん静かな山里は一大イベントで賑わった。子供や村人に混じって基次郎と川端夫妻もその珍しい行進見物を楽しんだ。
一行が去った後も基次郎は、〈どこか　あの日の巨大な足跡でも残つてゐないか〉と、伊豆の踊子に喩えたその〈可憐なものが歩いてゐる〉光景を心から〈想望〉し、その後も川端と2人で動物たちの話題に興じた。春になると「湯川屋」の真向いからは、世古峡の断崖に生える染井吉野が見られ、4月には満開の美しい山桜を眺めた。都会では見られない風景や植物や昆虫、動物の生態（河鹿の交尾、生け捕りにされた藪熊など）は、その後の基次郎の作品の題材になっていった。4月に川端は横光利一の結婚披露宴出席を機に湯ヶ島を離れて東京に戻ったが、病状が一進一退の基次郎はその湯ヶ島の山里に長逗留することになった。
基次郎は、渓を下りて狩野川の支流・猫越川の川岸で河鹿を観察したり、ウスバカゲロウを見たりと様々な自然風景を眺めては魅せられていた。
6月頃には、川端の勧めで湯ヶ島にやって来た萩原朔太郎とも知り合いとなるが、萩原も湯ヶ島の桜に魅了され多くの作品を書いた。この年の12月には、すでに『櫻の樹の下には』は創作・構想されていたとされる。翌1928年（昭和3年）3月のノートには、『冬の蠅』の草稿、ボードレールの『巴里の憂鬱』の「エピローグ」の英訳の写しと共に、以下のような記述がある。
櫻の樹の下には屍体が埋まつてゐる

私逹は溪に沿つた街道の午後を散歩してゐた。—梶井基次郎「日記 草稿――第十二帖」（昭和3年・昭和4年）

### 帰京後
1928年（昭和3年）5月10日前後に「湯川屋」を引き払い、東京市麻布区飯倉片町32番地（現・港区麻布台3丁目4番21号）の下宿に戻った梶井基次郎は、留守中に部屋を貸していた北川冬彦と同宿の伊藤整（東京商科大学生）と初対面した。
基次郎と親しくなった伊藤整は、まだ発表していない作品の内容を聞かされて、その素晴らしさに興奮した。その基次郎の語りでは、人間をはじめ鹿・犬・馬などの死体が満開の桜の樹の下に埋まっていて、その死体の破れた腹からは腐った内臓が見え、犬のつぶれた目からは液汁がどろどろ流れ出し、人の足の切り口も詳らかに描写されていた。
その物語のイメージは、湯ヶ島の「光線の強い風景」の中で着想されたものだと基次郎は語っていたという。伊藤は、それをロートレアモン伯爵作の『マルドロールの歌』(Les Chants de Maldoror)の一部にでもありそうな「人の眼を覆はせるやうな」が惨澹たる一節だったとしている。
しかし8月中旬から体調が悪化し、毎日のように血痰を吐いて呼吸困難で歩けなくなるほど結核の病状が進んできたため、その様子を心配する友人達の強い勧めで、基次郎は9月に大阪市住吉区阿倍野町99番地の実家に帰郷した（詳細は梶井基次郎#帝大中退後――大阪帰郷へを参照）。そして北川冬彦から詩誌『詩と詩論』に寄稿依頼されていたことから、伊藤整に話していた物語の改稿に取りかかり、9月13日以降の10月頃から本稿執筆を始めた。
伊藤整は、12月に発表された『櫻の樹の下には』を期待して読んだが、下宿で基次郎のその風貌と声で聞いた「滋味」のある内容よりも短く整理されていたために、小説としての魅力が薄れていると思った。また、これが詩欄に掲載されたことに基次郎はやや不満げで、しきりに「小説であること」を伊藤に繰り返したという。

## 作品評価・研究
※梶井基次郎の作品や随筆・書簡内からの文章の引用は〈　〉にしています（論者や評者の論文からの引用部との区別のため）。
『櫻の樹の下には』は、基次郎の作品の中では短い方であるが、〈桜の樹の下には屍体が埋まつてゐる！〉という冒頭の文章が印象に残る人気作で、他の作品と比べ、「かなり強いイメージの比喩」が多用されている。鈴木貞美は、「美に醜を対置し、美のうちに“惨劇”を見出すデカダンスの美意識とその心理」が描かれている作品だと解説している。
伊藤整は、実際に基次郎から直接語られた内容がとても衝撃的で素晴らしかったために、整理・短縮されていた発表作に失望感を抱き、「日光浴で真黒になつた目の細い顔から白い歯を出して語る梶井自身の姿の魅力がなくなつてゐた」と思ったが、それは『櫻の樹の下には』が「凡作だといふことでは決して無い」と解説し、日本人の観念には珍しい印象でありながらも、「読了の感じは、やつぱりなにかしら、植物性のものであり、植物の美しさをこれほどみなぎらした作品を私は知らない」と高評している。
柏倉康夫は、刊行本『檸檬』収録時に削除された〈剃刀の刃〉の話の最終章について、「これがないと作品の整合性は崩れるのだが、その一方で話がボードレールの散文詩のように作り物じみてしまうきらいがあって、梶井はあえて削除したのであろう」と考察している。
桐山金吾は、話者の〈俺〉が、華麗に咲く満開の桜の花のあまりの美しさに、逆に〈不安〉と〈憂鬱〉に陥るが、〈桜の樹の下には屍体が埋まつてゐる〉と信じることにより、〈不安がらせた神秘〉から解放され心が和むことから、「美に対する心象が明確なかたちを浮びあがらせてくる、生と死の平衡感覚を描いた作品である」と評している。
『櫻の樹の下には』の末尾の〈今こそ俺は、あの櫻の樹の下で酒宴をひらいてゐる村人たちと同じ権利で、花見の酒が呑めさうな気がする〉の一節について相馬庸郎は、「庶民」を「芸術的に発見」したのだと考察している。これに対し、飛高隆夫は反論して、「生活者の論理に対抗し得る芸術の論理の獲得」を意味していると考察している。
吉川将弘は『櫻の樹の下には』が「物語体小説」だということを重視しながら、〈俺〉が〈わかつた〉と感じたのは、「生命の誕生と終わりは表裏一体の物である」ということだとし、「誕生はどんなに美しくとも、裏側に壮絶な死を隠しており、死はどんなに汚らわしくとも、美しい誕生に繋がっているということである」と考察しながら、話者の〈俺〉が〈お前〉に求めているのは、単なる理解だけでなく、自分と〈お前〉を重ね合わせようとしているとし、「その思想を、二人で共有しようという願い、共同体を作ろうという願いが、そこにはある」と論考している。

## 派生作品・オマージュ作品
- 櫻の樹の下には瓦礫が埋まっている。（村上龍、2012年6月） - 随筆

## おもな収録刊行本

### 単行本
- 『檸檬』（武蔵野書院、1931年5月15日） 
  - 題字：梶井基次郎。四六判。厚紙装。機械函。総271頁
  - 収録作品：「檸檬」「城のある町にて」「泥濘」「路上」「過去」「雪後」「ある心の風景」「Kの昇天―或はKの溺死」「冬の日」「櫻の樹の下には」「器楽的幻覚」「筧の話」「蒼穹」「冬の蠅」「ある崖上の感情」「愛撫」「闇の絵巻」「交尾」
- 『檸檬 梶井基次郎創作集』（武蔵野書院・稲光堂書店、1933年12月1日） 
  - 四六判。ボール紙函。総271頁
  - 収録作品：「檸檬」「城のある町にて」「泥濘」「路上」「過去」「雪後」「ある心の風景」「Kの昇天」「冬の日」「櫻の樹の下には」「器楽的幻覚」「筧の話」「蒼穹」「冬の蝿」「ある崖上の感情」「愛撫」「闇の絵巻」「交尾」
- 『城のある町にて』〈創元選書33〉（創元社、1939年11月29日） 
  - 編集・あとがき：三好達治。四六判。薄紙装。紙カバー。総304頁
  - 収録作品：「檸檬」「城のある町にて」「泥濘」「路上」「過去」「雪後」「ある心の風景」「Kの昇天」「冬の日」「櫻の樹の下には」「器楽的幻覚」「蒼穹」「筧の話」「冬の蝿」「ある崖上の感情」「愛撫」「闇の絵巻」「交尾」「のんきな患者」
- 『檸檬』（十字屋書店、1940年12月20日）
  - 四六判。厚紙装。紙カバー。総271頁
  - 収録作品：「檸檬」「城のある町にて」「泥濘」「路上」「過去」「雪後」「ある心の風景」「Kの昇天」「冬の日」「櫻の樹の下には」「器楽的幻覚」「筧の話」「蒼穹」「冬の蝿」「ある崖上の感情」「愛撫」「闇の絵巻」「交尾」
- 『梶井基次郎集』（新潮文庫、1950年11月25日。改版1967年12月10日、2003年10月30日）ISBN 978-4101096018
  - カバー装幀：船坂芳助。A6判。仮製本。紙カバー
  - 解説：淀野隆三
  - 収録作品：「檸檬」「城のある町にて」「泥濘」「路上」「橡の花」「過古」「雪後」「ある心の風景」「Kの昇天」「冬の日」「桜の樹の下には」「器楽的幻覚」「蒼穹」「筧の話」「冬の蝿」「ある崖上の感情」「愛撫」「闇の絵巻」「交尾」「のんきな患者」
  - ※1967年12月の改版より『檸檬』と改題。
- 『檸檬・冬の日 他九篇』（岩波文庫、1954年4月25日。改版1985年6月）ISBN 978-4003108710
  - 装幀：精興社。A6判。仮製本。紙カバー
  - 解説：佐々木基一。淀野隆三「本書の校訂について」。略年譜。
  - 収録作品：「檸檬」「城のある町にて」「ある心の風景」「冬の日」「筧の話」「冬の蝿」「闇の絵巻」「交尾」「のんきな患者」「瀬山の話」「温泉」
- 『檸檬・ある心の風景 他二十篇』（旺文社文庫、1972年12月10日） ISBN 978-4010611241
  - 挿絵：石岡瑛子。A6判。仮製本。カバー
  - 解説：石川弘。付録：坂上弘「季節感について」。平林英子「思い出は遙かに」
  - 収録作品：「檸檬」「城のある町にて」「泥濘」「路上」「過古」「雪後」「ある心の風景」「Kの昇天」「冬の日」「蒼穹」「筧の話」「冬の蝿」「ある崖上の感情」「櫻の樹の下には」「愛撫」「闇の絵巻」「交尾」「のんきな患者」「闇の書」「海」「温泉」
- 復刻版『檸檬』（日本近代文学館、1974年9月20日）
  - ※ 精選名著複刻全集シリーズ。収録作品は初版と同じ。
- 『ザ・基次郎――梶井基次郎全作品全一冊』（第三書館、1985年10月15日） ISBN 978-4807485109
  - 菊判。仮装本
  - 収録作品：
    - 〔小説〕：「檸檬」「城のある町にて」「泥濘」「路上」「橡の花」「過古」「雪後」「ある心の風景」「Kの昇天」「冬の日」「桜の樹の下には」「器楽的幻覚」「蒼穹」「筧の話」「冬の蝿」「ある崖上の感情」「愛撫」「闇の絵巻」「交尾」「のんきな患者」
    - 〔遺稿・習作〕：「母親」「奎吉」「矛盾の樣な真実」「『檸檬』を挿話とする断片」「夕凪橋の狸」「太郎と街」「瀬山の話」「犬を売る露店」「雪の日」「家」「栗鼠は籠にはいつてゐる」「闇への書」「闇の書」「雲」「奇妙な手品師」「猫」「琴を持つた乞食と舞踏人形」「海」「籔熊亭」「温泉」「貧しい生活より」「不幸」「卑怯者」「大蒜」「鼠」「カッフェー・ラーヴェン」「瀬戸内海の夜」「汽車」「凧」「河岸」「攀じ登る男」「薬」「交尾」「詩」「彷徨」「帰宅前後」「小さき良心」「裸像を盗む男」
    - 〔批評・感想〕：「青空同人印象記」「川端康成第四短篇集「心中」を主題とせるヴァリエイション」「六号記」「『新潮』十月新人号小説評」「『青空語』への感想」「『亞』の回想」「『戦旗』『文藝戦線』七月号創作評」「『青空』のことなど」「詩集『戦争』」「『親近』と『拒絶』」
    - 〔日記、書簡〕：日記、書簡
- 英文版『The youth of things : life and death in the age of Kajii Motojirō』（University of Hawaii Pres、2014年2月） ISBN 978-0824838409
  - 翻訳：Stephen Dodd
  - 収録作品：檸檬（Lemon）、泥濘（Mire）、路上（On the Road）、過古（The past）、雪後（After the Snow）、ある心の風景（Landscapes of the Heart）、Kの昇天（The Ascension of K, or K's Drowning）、冬の日（Winter Days）、櫻の樹の下には（Under the Cherry Trees）、器楽的幻覚（Instrumental Illusions）、筧の話（The Story of the Bamboo Pipe）、蒼穹（Blue Sky）、冬の蝿（Winter Flies）、ある崖上の感情（Certain Feelings on a Cliff Top）、愛撫（Caress）、闇の絵巻（Scroll of Darkness）、交尾（Mating）、のんきな患者（The Carefree Patient）

### 全集
- 『梶井基次郎全集上巻』（六蜂書房、1934年3月24日） - 限定500部
  - 装幀：清水蓼作。染色者：梅原勝次郎。菊判変型厚・紙装。紙函。口絵写真：梶井基次郎（大正13年3月）、梶井基次郎筆蹟「温泉」原稿
  - 付録：淀野隆三・中谷孝雄「編集者の詞」
  - 収録作品：「母親」「奎吉」「矛盾の樣な真実」「『檸檬』を挿話とする断片」「夕凪橋の狸」「太郎と街」「瀬山の話」「犬を売る露店」「檸檬」「城のある町にて」「泥濘」「路上」「雪の日」「橡の花」「家」「過去」「雪後」「ある心の風景」「Kの昇天―或はKの溺死」「冬の日」「栗鼠は籠にはいつてゐる」「櫻の樹の下には」「器楽的幻覚」「闇への書」「蒼穹」「筧の話」「雲」「冬の蝿」「奇妙な手品師」「ある崖上の感情」「猫」「愛撫」「闇の絵巻」「琴を持つた乞食と舞踏人形」「海」「交尾」「籔熊亭」「のんきな患者」「温泉」
- 『梶井基次郎全集全1巻』（ちくま文庫、1986年8月26日）ISBN 978-4480020727
  - 装幀：安野光雅。A6判。仮製本。紙カバー
  - 解説：高橋英夫「存在の一元性を凝視する」。宇野千代「あの梶井基次郎の笑ひ声」
  - 収録作品：「檸檬」「城のある町にて」「泥濘」「路上」「椽の花」「過古」「雪後」「ある心の風景」「Kの昇天」「冬の日」「蒼穹」「筧の話」「器楽的幻覚」「冬の蝿」「ある崖上の感情」「桜の樹の下には」「愛撫」「闇の絵巻」「交尾」「のんきな患者」「詩二つ」「小さき良心」「不幸」「卑怯者」「大蒜」「彷徨」「裸像を盗む男」「鼠」「カッフェー・ラーヴェン」「母親」「奎吉」「矛盾の様な真実」「瀬戸内海の夜」「帰宅前後」「太郎と街」「瀬山の話」「夕凪橋の狸」「貧しい生活より」「犬を売る露店」「冬の日」「汽車 その他」「凧」「河岸 一幕」「攀じ登る男 一幕」「栗鼠は篭にはいっている」「闇の書」「夕焼雲」「奇妙な手品師」「猫」「琴を持った乞食と舞踏人形」「海」「薬」「交尾」「雲」「籔熊亭」「温泉」
- 『梶井基次郎 1901-1932』〈ちくま日本文学全集024〉（ちくま文庫、1992年1月20日）  
  - 装幀：安野光雅。A6判。仮製本。紙カバー
  - 解説：群ようこ「五感の刺激」
  - 収録作品：「檸檬」「鼠」「栗鼠は籠にはいっている」「器楽的幻覚」「愛撫」「桜の樹の下には」「闇の絵巻」「交尾」「Kの昇天」「ある崖上の感情」「母親」「奎吉」「大蒜」「夕凪橋の狸」「城のある町にて」「泥濘」「路上」「橡の花」「過古」「雪後」「ある心の風景」「冬の日」「温泉抄」「蒼穹」「筧の話」「冬の蠅」「のんきな患者」「手紙より」
- 『梶井基次郎全集第1巻 作品・草稿』（筑摩書房、1999年11月） ISBN 978-4480704115
  - 装幀：中山銀士。題簽：梶井基次郎。A5変型判。函入
  - 収録作品：
    - 〔小説〕：「檸檬」「城のある町にて」「泥濘」「路上」「過古」「雪後」「ある心の風景」「Kの昇天」「冬の日」「桜の樹の下には」「器楽的幻覚」「筧の話」「蒼穹」「冬の蝿」「ある崖上の感情」「愛撫」「闇の絵巻」「交尾」「のんきな患者」
    - 〔批評・感想〕：「『新潮』十月新人号小説評」「『亞』の回想」「淺見淵君に就いて」「『戦旗』『文藝戦線』七月号創作評」「『青空』のことなど」「詩集『戦争』」「『親近』と『拒絶』」「講演会 其他」「編集後記（大正15年3月号）」「編集後記（大正15年4月号）」「青空同人印象記」「編集後記（大正15年9月号）」「『青空語』に寄せて」「編集後記（昭和2年1月号）」
    - 〔遺稿・習作・感想〕：「奎吉」「矛盾の樣な真実」「太郎と街」「橡の花――或る私信」「川端康成第四短篇集「心中」を主題とせるヴアリエイシヨン」
    - 〔作文、詩歌・戯曲草稿、断片〕：「秋の曙」「秘やかな楽しみ」「秋の日の下」「愛する少女達」「河岸（一幕）」「永劫回歸」「攀じ登る男（一幕）」「凱歌（一幕）」
    - 〔小説草稿、断片群、草稿〕：「小さき良心」「喧嘩」「鼠」「裸像を盗む男」「不幸」「帰宅前後」「卑怯者」「彷徨」「彷徨の一部発展」「大蒜―水滸伝」「母親」「矛盾の様な真実」「奎吉」「カッフェー・ラーヴェン」「瀬戸内海の夜」
- 『梶井基次郎』〈ちくま日本文学028〉（ちくま文庫、2008年11月10日） ISBN 978-4480425287
  - 装幀：安野光雅。A6判。仮製本。紙カバー
  - 解説：群ようこ「五感の刺激」
  - 収録作品：「檸檬」「鼠」「栗鼠は籠にはいっている」「器楽的幻覚」「愛撫」「桜の樹の下には」「闇の絵巻」「交尾」「Kの昇天」「ある崖上の感情」「母親」「奎吉」「大蒜」「夕凪橋の狸」「城のある町にて」「泥濘」「路上」「橡の花」「過古」「雪後」「ある心の風景」「冬の日」「温泉抄」「蒼穹」「筧の話」「冬の蠅」「のんきな患者」「手紙より」
  - ※1992年1月の〈ちくま日本文学全集024〉と同内容。

### アンソロジー
- 『存在の探求〈上〉――現代文学の発見 第7巻』（學藝書林、1967年11月15日。愛蔵版1976年4月。新装版2003年10月）
  - 装幀（函）：粟津潔。四六判。薄紙装。機械函
  - 編集：大岡昇平、平野謙、佐々木基一、埴谷雄高、花田清輝
  - 解説：高良留美子
  - 収録作品：梶井基次郎「桜の木の下には」「闇の絵巻」、北條民雄「いのちの初夜」、中島敦「わが西遊記（悟浄出世、悟浄歎異）」、稲垣足穂「彌勒」、椎名麟三「深夜の酒宴」、埴谷雄高「死霊」、武田泰淳「ひかりごけ」、椎名麟三「スタヴローギンの現代性」、埴谷雄高「存在と非在とのっぺらぼう」「夢について」「可能性の作家」「不可能性の作家」、武田泰淳「滅亡について」
- 『日本篇 短篇集――ブラック・ユーモア選集5』（早川書房、1970年4月15日。改訂版1976年）
  - 装幀：勝呂忠。B6判。厚紙装
  - 編集：伊藤守男。付録：伊藤守男「黒い哄笑――このアンチ・ヒューマンなるもの」
  - 収録作品：梶井基次郎「桜の樹の下には」、宮沢賢治「注文の多い料理店」、坂口安吾「風博士」、夢野久作「卵」、安部公房「なわ」、深沢七郎「東北の神武たち」、深沢七郎「数の年齢」、倉橋由美子「蠍たち」、野坂昭如「とむらい師たち」、小松左京「兇暴な口」、星新一「鏡」、星新一「ゆきとどいた生活」、福島正実「過去への電話」、唐十郎「ガラスのヴァギナ」、別役直「『そよそよ族の叛乱』についてのうわさについて」、金井美恵子「夢の時間」、塚本邦雄「秋鶯囀」、和田誠「サウンド・オブ・ミュージック」、稲垣足穂「WC」
- 『紅い花青い花――イメージの文学誌』（北宋社、1978年7月20日）
  - 口絵：尾崎光琳「草花図鑑」（写真版）。A5判。厚紙クロス装。カバー
  - 編集：堀切直人。監修：吉行淳之介。付録：「あとがき」
  - 収録作品：
    - 〔森の奥の花〕：夏目漱石「夢十夜――第一夜」、杉本秀太郎「植物的なもの」(抄)、泉鏡花「森の紫陽花」、小川未明「薔薇と巫女」、芥川龍之介「沼」「舞踏会」
    - 〔花園に棲む〕：永井荷風「牡丹の客」、蒲原有明「仙人掌と花火の鑑賞」、北原白秋「植物園小品」、寺田寅彦「花物語」、志賀直哉「菜の花と小娘」、中勘助「裾野」、佐藤春夫「薔薇を恋する話」「花と風」、吉田一穂「埋もれた花園」「薔薇」
    - 〔失われた花園〕：内田百閒「菊」、江戸川乱歩「毒草」、谷中安規「こころの花」、梶井基次郎「桜の木の下には」、伊藤整「生物祭」、後略
- 『悪夢のような異常な話――幻想文学館4』（くもん出版、1989年8月30日）
  - 装幀：高麗隆彦。A5判。厚紙装。紙カバー
  - 編集・解説：江河徹。画：おぼまこと
  - 収録作品：カフカ「ハゲタカ」（訳：羽田功）、モーパッサン「手」（訳：奥田恭士）、ドイル「サノックス卿夫人の事件」（訳：江河徹）、ラヴクラフト「死体置き場」（訳：高橋啓）、ティーク「金髪のエックベルト」（訳：畔上司）、梶井基次郎「桜の樹の下には」、シュウォッブ「ミイラづくりの女たち」（訳：高野優）、ポー「大うずメエルシュトレエム」（訳：高橋啓）、バルザック「不老長寿の霊薬」（訳：奥田恭士）、ヴィリエ・ド・リラダン「死刑台の秘密」（訳：小林修）
- 『詩と真実――ちくま哲学の森』（筑摩書房、1989年12月18日。ちくま文庫、2012年1月10日）
  - 編集：鶴見俊輔、森毅、井上ひさし、安野光雅、池内紀
  - 解説：池内紀「画家と悪魔：解説にかえて」
  - 収録作品：ジレージウス「箴言」（訳：大山定一）、アラン「芸術に関する101章より」（訳：斎藤正二）、ジャコメッティ「昨日、動く砂は」（訳：矢内原伊作）、小出楢重「下手もの漫談」、遠山啓「詩人失格」、寺田寅彦「自画像」、落合太郎「モンテーニュ」、カフカ「断食芸人」（訳：池内紀）、尾崎士郎「酔中一家言」、野上弥生子「桜間弓川さんのこと」、武智鉄二「間」、円地文子「艶、深、偉」、花田清輝「芝居絵」、坂口安吾「Farceに就て」、夏目漱石「模倣と独立」、中野重治「素樸ということ」、竹内好「中国文学と日本文学」、梶井基次郎「桜の樹の下には」、田中美知太郎「美について」、柳宗悦「美の法門」、岡倉天心「茶室」（桜庭信之訳）、正岡子規「歌よみに与うる書」、萩原朔太郎「蕪村俳句のポエジイに就いて」、滝口修造「曖昧な諺」、西脇順三郎「オーベルジンの偶像」、深瀬基寛「悦しき知識」
- 『櫻憑き――異形コレクション綺賓館3』（光文社カッパ・ノベルス、2001年4月25日）
  - カバーデザイン：宗利淳一。新書判
  - 編集：井上雅彦
  - 収録作品：菅浩江「桜湯道成寺」、五代ゆう「阿弥陀仏よや、をいをい」、森真沙子「花や今宵の…」、速瀬れい「約束の日」、菊地秀行「ある武士の死」、竹河聖「闇桜」、井上雅彦「花十夜」、城昌幸「人花」、新美南吉「花をうめる」、森奈津子「シロツメクサ、アカツメクサ」、吉行淳之介「花畠」、藤田雅矢「舞花」、坂口安吾「桜の森の満開の下」、倉橋由美子「花の下」、萩原朔太郎「春の実体：憂鬱なる花見」、赤江瀑「春泥歌」、石川淳「山桜」、小泉八雲「十六桜」、梶井基次郎「桜の樹の下には」、謡曲「西行桜」（抄）
- 『林修の「今読みたい」日本文学講座』（宝島社、2013年10月。宝島SUGOI文庫、2015年7月4日）
  - 編集・解説：林修
  - 収録作品：宮沢賢治「注文の多い料理店」、夏目漱石「夢十夜」「変な音」、芥川龍之介「蜜柑」「猿蟹合戦」「教訓談」、中島敦「山月記」「悟浄歎異」「名人伝」、梶井基次郎「檸檬」「桜の樹の下には」、志賀直哉「小僧の神様」、横光利一「機械」、太宰治「走れメロス」「猿ヶ島」
- 『コレクション近代日本文学』（冬至書房、2015年3月）
  - 編集：石尾奈智子、市川浩昭、岸規子
  - 収録作品：泉鏡花「外科室」、尾崎紅葉「金色夜叉」、田山花袋「ネギ一束」、夏目漱石「夢十夜」、島崎藤村「壁」、森鷗外「高瀬舟」、菊池寛「形」、芥川龍之介「藪の中」、梶井基次郎「桜の樹の下には」、中島敦「山月記」、中勘助「ひばりの話」、詩（国木田独歩、ほか）、短歌（正岡子規、ほか）、俳句（正岡子規、ほか）
- 『桜――文豪怪談ライバルズ!』（ちくま文庫、2022年1月）
  - 編集：東雅夫
  - 収録作品：泉鏡花「桜心中」、梶井基次郎「桜の樹の下には」、坂口安吾「桜の森の満開の下」、高田衛「白痴と焼鳥と桜」、萩原朔太郎「憂鬱なる花見」、岡本かの子「桜」(抄)、石川淳「山桜」、中上健次「桜川」、日野啓三「消えてゆく風景」、赤江瀑「平家の桜」、小泉八雲「ウバザクラ」（訳：円城塔）、小泉八雲「十六桜」（訳：山宮允）、小泉八雲「因果ばなし」（訳：平井呈一）、倉橋由美子「花の下」、倉橋由美子「花の部屋」、森真沙子「人形忌」、加門七海「さくら桜」